# Dicliptera suberecta
Espèce
Classification APG III (2009)
Dicliptera suberecta (ou Dicliptera sericea et maintenant Dicliptera squarrosa ) est une espèce de plantes à fleurs de la famille des Acanthaceae originaire d'Amérique du Sud (Pérou, Bolivie, Paraguay, nord de l'Argentine, Uruguay et Brésil).

## Description
C'est un sous-arbrisseau, à port dressé à retombant, dont les tiges sont fines.
Les feuilles, de 4 à 8 cm de long, sont ovales, d'un vert moyen mat, et couvertes d'un duvet gris. En été, les fleurs rouge-orangé, de 2 à 4 cm de long, sont portées en bouquets axillaires et terminaux.
- Hauteur : environ 60 cm
- Diamètre : environ 45 cm
- Origine : Uruguay

## Synonyme
- Jacobinia suberecta André